# Shenandoah (rivière)
La Shenandoah est une rivière affluent du Potomac, dans l'État de Virginie, aux États-Unis. Son débit est de 60 mètres cubes par seconde près de son embouchure dans le Potomac.
La rivière a une longueur de 241 km, dont 90 seulement à partir de la confluence des deux branches South Fork et de North Fork.
Selon l'article en anglais, le mot amérindien Shenandoah signifierait « Belle Fille des Étoiles ».